# Dichaetomyia ardesiaca
Dichaetomyia ardesiaca är en tvåvingeart som först beskrevs av Stein 1920.  Dichaetomyia ardesiaca ingår i släktet Dichaetomyia och familjen husflugor. Inga underarter finns listade i Catalogue of Life.